# لا أنام (رواية)
لا أنام هي رواية درامية للكاتب الشهير إحسان عبد القدوس، نُشرت في 1956 يركز الكاتب في هذة الرواية علي فتاة يدفعها حبها لأبيها إلى ارتكاب كل الموبقات التي تهد سعادتهما معاً في النهاية.

## القصة
نادية، التي انفصل والدها وهي في عمر السنتين وكبرت في كنف والدها أحمد لطفي، شبت على مشاعر دفينة من الحسد لكل طفل يمر بجانبها يمسك يد والدته أو حتى يلفظ اسمها. أحبت نادية والدها، لكن ذلك لم يعوضها عن الأم، وتفاقم ذلك مع بلوغها مبلغ النساء وابتعاد المسافة مع الأب. عاش والدها وحيدًا لأربعة عشر عامًا، فقرر الزواج من صفية، الجميلة ذات الطباع الهادئة والخصال الجيدة، وهو الوقت التي بدأت فيه نادية السماح لغيرتها بالانفجار في سلسلة من المتواليات التي قادتها في النهاية لتدمير الجميع، من زوجة أبيها والأب والعم عزيز، إلى نفسها.

## الفيلم
تم تحويل الرواية إلي عمل سينمائي يحمل نفس الاسم، وصُدر في 1957، وهو من بطولة: فاتن حمامة، ويحيى شاهين، ومريم فخر الدين، وعمر الشريف، وعماد حمدي، وهند رستم، ورشدي أباظة. تم اختيار الفيلم كواحد من أفضل 150 فيلم مصري في 1996، أثناء الاحتفال بمئوية السينما المصرية.